# Мінента
Мінента (пол. Minięta, нім. Menthen) — село в Польщі, у гміні Дзежґонь Штумського повіту Поморського воєводства.
Населення — 261 особа (2011).
У 1975-1998 роках село належало до Ельблонзького воєводства.

## Демографія
Демографічна структура станом на 31 березня 2011 року:
|          | Загалом | Допрацездатний вік | Працездатний вік | Постпрацездатний вік |
| -------- | ------- | ------------------ | ---------------- | -------------------- |
| Чоловіки | 128     | 22                 | 99               | 7                    |
| Жінки    | 133     | 24                 | 86               | 23                   |
| Разом    | 261     | 46                 | 185              | 30                   |